# 千针叶杜鹃
千针叶杜鹃（学名：Rhododendron polyraphidoideum）为杜鹃花科杜鹃花属下的一个种。

## 扩展阅读
- 維基物種上的相關：千针叶杜鹃